# 팔림프세스트

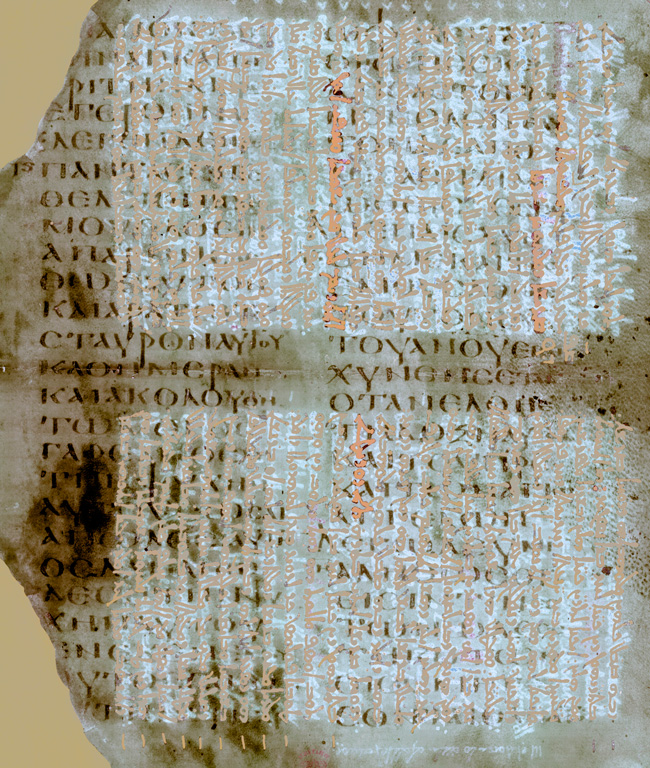
팔림프세스트의 한 예. 먼저 기록된 부분(흰색)은 그리스어로 루가복음서가 적혀 있다.

팔림프세스트(영어: palimpsest)는 사본에 기록되어있던 원 문자 등을 갈아내거나 씻어 지운 후에, 다른 내용을 그 위에 덮어 기록한 양피지 사본을 말한다.

## 어원
팔림프세스트는 라틴어 palimpsestus에서 유래되었다. 이 단어는 고대 그리스어의 παλίμψηστος (palímpsēstos, "again scraped")에서 유래되었으며, '깨끗하게 지워서 다시 쓸 수 있게 된'의 의미를 갖는다. 고대 그리스인들은 기록을 위한 왁스로 코팅된 널판지에 스타일러스를 이용하여 기록하고 지워 다시 이용하는 습관이 있었는데, 이는 고대 로마로 이어졌다. (en:Wax tablet 참조)

## 개요

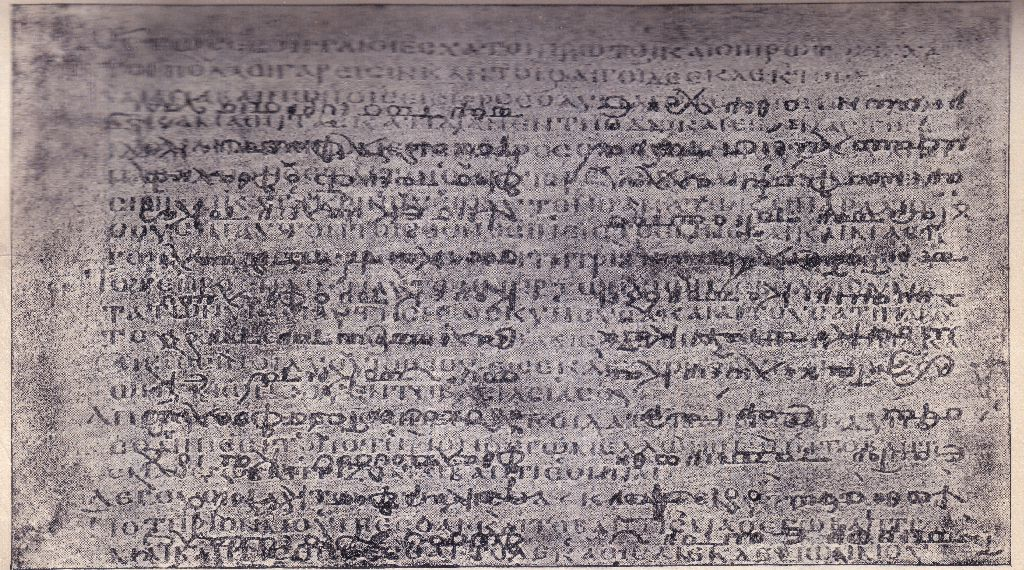
en:Codex Ephraemi Rescriptus- 5세기 그리스어 성경 사본은 팔림프세스트의 한 예

종이가 보급되기 이전에는, 파피루스에 이어 양피지가 사용되었으나, 양피지는 비쌌기 때문에, 더 이상 사용하지 않는 사본은 기존의 내용을 지우고 새로 다른 내용을 기록하는 식으로 재이용되었다.
여기서 유래된 용어 '팔림프세스트'는 어떤 목적으로 구축되어, 나중에 다른 용도로 재이용된 것을 가리키며, 건축학, 고고학, 지형학 등에서도 사용된다.
팔림프세스트의 지워진 원 문장은 육안으로는 판별이 어려우나, 자외선 혹은 X선 등을 이용하는 특수한 스캐너를 이용하여 복원이 가능하며, 지워진 원 내용이 귀중한 고문서로 밝혀지는 경우가 존재한다. 19세기에서 20세기 초두에 걸쳐, 팔림프세스트의 지워진 원 문장을 복원하기 위해 과학자들은 황산수소암모니아, 염산, 청산가리 등의 약품을 사용했다. 이는 많은 수의 팔림프세스트의 상태를 악화시키는 원인이 되었다.
팔림프세스트는 일반적으로 다음 과정을 거쳐 만들어졌다. 우선 기존의 사본을 분해하여, 기록되어 있는 문자를 지우는 작업을 거친다. 12세기 데오필루스의 저서 '여러 가지 기능에 관하여'(De Deversis Artibus)에는, 오렌지를 짠 즙과 해면을 사용하면 간단히 지울 수 있다는 기록이 남아 있다. 속돌 등으로 밀어 지워진 양피지를, 한 가운데의 접힌 선에서 두 부분으로 재단한다. 재단된 각각의 조각을 각각 90도로 돌려, 가운데 접는 선을 만들어 다시 책자 형태로 제본한다. 이렇게 만든 책자는 원 책자 크기의 절반 크기가 되나, 이 방법은 원 문장이 적힌 부분과 교차하는 식으로 새 문장을 작성할 수 있어, 원 문장의 흔적이 방해가 되지 않는 이점이 있다.

## 같이 보기
- 양피지
- 사본